# Чемпіонат світу з боротьби 1995
Чемпіонат світу з боротьби 1995 складався з трьох окремих чемпіонатів. Змагання з вільної боротьби серед чоловіків пройшли в Атланті (США) з 10 по 13 серпня, серед жінок — у Москві (Росія) з 9 по 10 вересня, а змагання з греко-римської боротьби серед чоловіків — у Празі (Чехія) з 12 по 15 жовтня.
Було розіграно двадцять два комплекти нагород — по вісім у греко-римській та вільній боротьбі серед чоловіків, та шість — в жіночій боротьбі.

## Загальний медальний залік
| Місце                | Країна               | Золото | Срібло | Бронза | Загалом |
| -------------------- | -------------------- | ------ | ------ | ------ | ------- |
| 1                    | Росія (RUS)          | 6      | 3      | 7      | 16      |
| 2                    | США (USA)            | 5      | 0      | 4      | 9       |
| 3                    | Японія               | 3      | 4      | 1      | 8       |
| 4                    | Франція (FRA)        | 3      | 1      | 1      | 5       |
| 5                    | Україна (UKR)        | 2      | 0      | 2      | 4       |
| 6                    | Туреччина (TUR)      | 2      | 0      | 1      | 3       |
| 7                    | Швеція (SWE)         | 2      | 0      | 0      | 2       |
| 8                    | Іран (IRI)           | 1      | 2      | 1      | 4       |
| 9                    | Вірменія (ARM)       | 1      | 1      | 2      | 4       |
| 10                   | КНР (CHN)            | 1      | 1      | 1      | 3       |
| 11                   | Австрія (AUT)        | 1      | 0      | 0      | 1       |
| 11                   | Болгарія (BUL)       | 1      | 0      | 0      | 1       |
| 11                   | Південна Корея       | 1      | 0      | 0      | 1       |
| 14                   | Німеччина (GER)      | 0      | 3      | 4      | 7       |
| 15                   | Казахстан (KAZ)      | 0      | 3      | 0      | 3       |
| 16                   | Куба (CUB)           | 0      | 2      | 3      | 5       |
| 17                   | Норвегія (NOR)       | 0      | 2      | 0      | 2       |
| 18                   | Венесуела            | 0      | 1      | 1      | 2       |
| 19                   | Ізраїль (ISR)        | 0      | 1      | 0      | 1       |
| 19                   | Канада (CAN)         | 0      | 1      | 0      | 1       |
| 19                   | Молдова (MDA)        | 0      | 1      | 0      | 1       |
| 19                   | Польща (POL)         | 0      | 1      | 0      | 1       |
| 19                   | Румунія (ROU)        | 0      | 1      | 0      | 1       |
| 19                   | Угорщина (HUN)       | 0      | 1      | 0      | 1       |
| 25                   | Узбекистан (UZB)     | 0      | 0      | 1      | 1       |
| Загалом (25 збірних) | Загалом (25 збірних) | 29     | 29     | 29     | 87      |

## Командний залік
| Місце | Вільна боротьба, чоловіки | Вільна боротьба, чоловіки | Греко-римська боротьба, чоловіки | Греко-римська боротьба, чоловіки | Вільна боротьба, жінки | Вільна боротьба, жінки |
| Місце | Команда                   | Очки                      | Команда                          | Очки                             | Команда                | Очки                   |
| ----- | ------------------------- | ------------------------- | -------------------------------- | -------------------------------- | ---------------------- | ---------------------- |
| 1     | США                       | 71                        | Росія                            | 75                               | Росія                  | 65                     |
| 2     | Іран                      | 59                        | Німеччина                        | 39                               | Японія                 | 63                     |
| 3     | Росія                     | 58                        | Польща                           | 31                               | Франція                | 48                     |
| 4     | Туреччина                 | 35                        | Україна США                      | 30                               | США                    | 45                     |
| 5     | Куба                      | 34                        | Україна США                      | 30                               | КНР                    | 31                     |
| 6     | Україна                   | 29                        | Казахстан                        | 30                               | Польща                 | 26                     |
| 7     | Німеччина                 | 27                        | Швеція                           | 28                               | Венесуела              | 25                     |
| 8     | Японія                    | 24                        | Туреччина                        | 27                               | Україна                | 25                     |
| 9     | Білорусь                  | 22                        | Куба                             | 27                               | Норвегія               | 23                     |
| 10    | Вірменія                  | 19                        | Вірменія                         | 23                               | Канада                 | 23                     |

## Медалісти

#### Вільна боротьба
| Категорія | Золото            | Срібло              | Бронза            |
| До 48 кг  | Вугар Оруджев     | Алексіс Віла        | Армен Мкртчян     |
| До 52 кг  | Валентин Йорданов | Голамреза Могаммаді | Зік Джонс         |
| До 57 кг  | Террі Брендс      | Гіві Сісаурі        | Гарун Доган       |
| До 62 кг  | Ельбрус Тедеєв    | Такахіро Вада       | Магомед Азізов    |
| До 68 кг  | Араїк Геворгян    | Акбар Фаллах        | Хесус Родрігес    |
| До 74 кг  | Бувайсар Сайтієв  | Александер Ляйпольд | Альберто Родрігес |
| До 82 кг  | Кевін Джексон     | Ельмаді Жабраїлов   | Руслан Хінчагов   |
| До 90 кг  | Расул Хадем       | Махарбек Хадарцев   | Мелвін Дуглас     |
| До 100 кг | Курт Енгл         | Арават Сабєєв       | Аббас Джадіді     |
| До 130 кг | Брюс Баумгартнер  | Свен Тіле           | Лері Хабелов      |

#### Греко-римська боротьба
| Категорія | Золото            | Срібло               | Бронза              |
| До 48 кг  | Сім Гвон Хо       | Хіросі Кадо          | Зафар Гулієв        |
| До 52 кг  | Самвел Данієлян   | Армен Назарян        | Альфред Тер-Мкртчян |
| До 57 кг  | Денніс Голл       | Юрій Мельниченко     | Олександр Ігнатенко |
| До 62 кг  | Сергій Мартинов   | Влодзімеж Завадський | Мхітар Манукян      |
| До 68 кг  | Рустам Аджі       | Аттіла Репка         | Янніс Замандурідіс  |
| До 74 кг  | Івон Рімер        | Бахтіяр Байсеїтов    | Філіберто Аскуй     |
| До 82 кг  | Гамза Єрлікая     | Гоча Ціціашвілі      | Томас Цандер        |
| До 90 кг  | Хаккі Башар       | Петру Судуряк        | Георгій Когуашвілі  |
| До 100 кг | Мікаель Юнгберг   | Ектор Міліан         | Георгій Салдадзе    |
| До 130 кг | Олександр Карелін | Сергій Мурейко       | Метт Гаффарі        |

### Жіноча боротьба
| Категорія | Золото           | Срібло            | Бронза             |
| До 44 кг  | Сьоко Йосімура   | Метте Барлі       | Віккі Зуммо        |
| До 47 кг  | Мію Ямамото      | Чжун Сіює         | Олена Єгошина      |
| До 50 кг  | Саніят Ганачуєва | Дьюла Перез       | Йосіко Ендо        |
| До 53 кг  | Софі Плюк        | Кодзуе Кімура     | Венді Ісагірре     |
| До 57 кг  | Сара Ерікссон    | Лене Онес         | Анна Гоміс         |
| До 61 кг  | Нікола Гартманн  | Наталія Іванова   | Кун Ян             |
| До 65 кг  | Яйої Урано       | Доріс Блін        | Наталія Лазаренко  |
| До 70 кг  | Ліз Легран       | Ельміра Курбанова | Ніна Енгліх        |
| До 75 кг  | Лю Дунфен        | Міцуко Фунакосі   | Тетяна Комарницька |